# Station Cianjur
Cianjur is een spoorwegstation in Cianjur in de Indonesische provincie West-Java.

## Bestemmingen
- Siliwangi naar Station Ciranjang en Sukabumi